# 内龙德 (卢瓦尔省)
内龙德（法語：Néronde，法語發音：[neʁɔ̃d]）是法国卢瓦尔省的一个市镇，属于罗阿讷区。

## 地理
内龙德（45°50'18"N, 4°14'13"E）面积8.57 平方千米，位于法国奥弗涅-罗讷-阿尔卑斯大区卢瓦尔省，该省份为法国中南部省份，北起顺时针与索恩-卢瓦尔省、罗讷省、伊泽尔省、阿尔代什省、上盧瓦爾省、多姆山省和阿列省接壤。
与内龙德接壤的市镇（或旧市镇、城区）包括：圣瑞斯特拉庞迪、巴尔比尼、比西耶尔、普伊莱弗尔、圣马塞尔德费利讷。

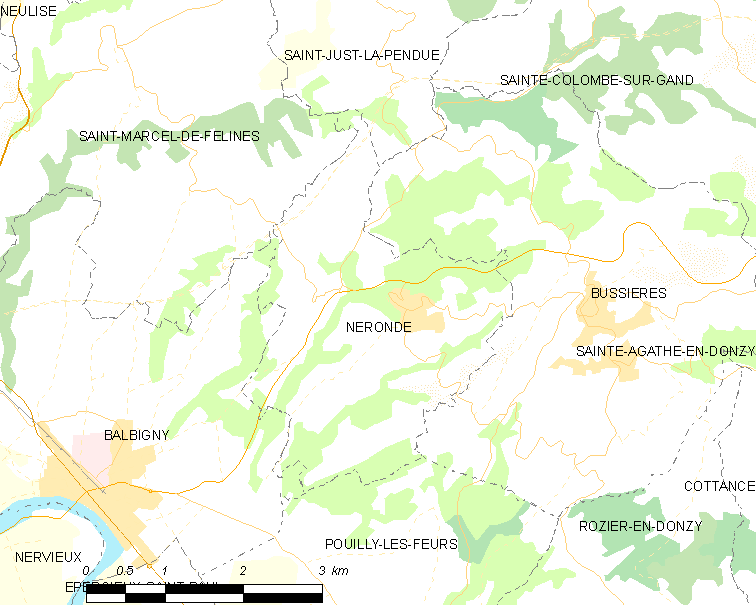
的OSM定位图

内龙德的时区为UTC+01:00、UTC+02:00（夏令时）。

## 行政
内龙德的邮政编码为42510，INSEE市镇编码为42154。

## 政治
内龙德所属的省级选区为勒科托县。

## 人口

1962-2008年间人口变化图示

内龙德于2022年1月1日时的人口数量为482人。